# 摩珀斯
摩珀斯是一所屬於澳門氹仔新濠天地第三期的酒店，由已故倫敦建築師札哈·哈蒂設計，建築預算為11億美元，在2018年6月15日開幕。酒店將提供770間客房、套房及別墅， 並提供一系列餐飲體驗及非博彩娛樂設施。

## 命名
2016年11月29日，新濠博亞娛樂舉行將新濠天地新酒店命名為「沐梵世」（Morpheus）的儀式。但是後來改名為摩珀斯。

## 酒店
酒店項目高160米，共39層，總樓面面積15萬平方米，提供700間客房、套房、空中別墅及複式別墅，另外有35米高的中庭大堂空間。40樓設無邊際泳池，離地面130米高。

## 餐廳
法國米芝蓮名廚艾倫·杜卡斯將會在酒店內21及23樓開設兩間餐廳，頂級美食餐廳杜卡斯（Alain Ducasse at Morpheus）和酒吧風雅廚（Voyages by Alain Ducasse）。杜卡斯餐廳走奢華路線，特別邀請到設計師Jouin–Manku負責設計。 當中杜卡斯一開張就直取米其林二星，2020年港澳米其林名單日前公布，餐廳依舊蟬聯二星寶座。 其他食肆包括被譽為「糕餅界畢加索」的Pierre Hermé Lounge和21樓空中走廊，主打「中式Omakase」的「Yi天頤」。

## 零售
零售空間佔地12,000平方呎，包括Proenza Schouler、Thom Browne和Repossi等。

## 賭場
摩珀斯其中一層將劃作賭場，並以高端中場業務為主。新濠集團亦正向澳門當局申請增加賭枱，但是如果屆時未獲批准，集團在許可情況下會從旗下其他賭場調撥賭枱來營運。

## 外部連結
- 官方網站 （页面存档备份，存于）
- 官方facebook專頁